# Les Valls de Valira
Les Valls de Valira (em catalão e oficialmente) ou Valles del Valira (em castelhano) é um município da Espanha na comarca de Alto Urgel, província de Lérida, comunidade autónoma da Catalunha. Tem 171,3 km² de área e em 2021 tinha 800 habitantes (densidade: 4,7 hab./km²).

## Demografia
| Variação demográfica do município entre 1991 e 2004 [carece de fontes?] | Variação demográfica do município entre 1991 e 2004 [carece de fontes?] | Variação demográfica do município entre 1991 e 2004 [carece de fontes?] | Variação demográfica do município entre 1991 e 2004 [carece de fontes?] |
| ----------------------------------------------------------------------- | ----------------------------------------------------------------------- | ----------------------------------------------------------------------- | ----------------------------------------------------------------------- |
| 1991                                                                    | 1996                                                                    | 2001                                                                    | 2004                                                                    |
| 818                                                                     | 748                                                                     | 739                                                                     | 780                                                                     |